# Власть (фильм, 1986)
«Власть» (англ. Power) — американский кинофильм 1986 года режиссёра Сиднея Люмета о коррупции в политике и о влиянии власти на людей.

## Сюжет
Успешного политического консультанта Пита Сент-Джона приглашают принять участие в кампании Джерома Кейда, малоизвестного бизнесмена из штата Огайо, который надеется занять место сенатора Сэма Хастингса. Сент-Джон сталкивается с Арнольдом Биллингсом, экспертом по связям с общественностью, фирма которого работает на Кейда. Защищаясь, Биллингс начинает прослушивать телефоны Пита, устраивает саботаж на его частном самолёте и пытается поссорить его с клиентами. Между ними начинается война, которая заставляет Сент-Джона взглянуть на себя со стороны, он задумывается, не так ли уж неправы его бывший партнёр Уилфред и бывшая жена Элен, утверждающие, что его успех зиждется на эксплуатации других людей.

## В ролях
| Актёр            | Роль                                 |
| ---------------- | ------------------------------------ |
| Ричард Гир       | Пит Сент-Джон                        |
| Джули Кристи     | Элен Фримен                          |
| Джин Хэкмен      | Уилфред Бакли                        |
| Кейт Кэпшоу      | Сиднет Беттерман                     |
| Дензел Вашингтон | Арнольд Биллингс                     |
| И. Г. Маршалл    | сенатор Сэм Хастингс                 |
| Беатрис Стрейт   | Клэр Хастингс                        |
| Фриц Уивер       | кандидат в губернаторы Уоллес Фёрман |
| Майкл Лернд      | губернатор Андреа Стэннард           |
| Дж. Т. Уолш      | кандидат в сенаторы Джером Кейд      |
| Э. Кэтрин Керр   | Ирен Фёрман                          |
| Полли Роулес     | Люсиль ДеВитт                        |
| Мэтт Сэлинжер    | Филлип Ааронс                        |

## Награды и номинации
Награды
- 1987 — Image Awards — Лучший актёр второго плана в игровом фильме — Дензел Вашингтон

Номинации
- 1987 — Золотая малина — Худшая актриса второго плана — Беатрис Стрейт